# 圣安娜阿姆拉万泰格
圣安娜阿姆拉万泰格（德語：Sankt Anna am Lavantegg）是奥地利施泰尔马克州穆尔河谷县的一个市镇。总面积47.16平方公里，总人口440人，人口密度9.3人/平方公里（2005年）。